# Ланчи (Асти)
Ланчи је насеље у Италији у округу Асти, региону Пијемонт.
Према процени из 2011. у насељу је живело 86 становника. Насеље се налази на надморској висини од 215 м.